# Live Rare Remix Box
Live Rare Remix Box é um álbum e compilação lançado pelo Red Hot Chili Peppers em 1994. 
É composto por três CDs, com os discos sendo nomeados individualmente "Live", "Rare" e "Remix". As faixas são essencialmente uma coleção de lados B de todos os cinco singles retirados do álbum de 1991 Blood Sugar Sex Magik.
Apesar do sucesso de Blood Sugar Sex Magik, o guitarrista John Frusciante deixou a banda em 1992, deixando o grupo na procura por um novo guitarrista até o recrutamento de Dave Navarro no ano seguinte. Apesar da banda ter gravado as faixas instrumentais do então próximo álbum One Hot Minute somente em 1994, o vocalista Anthony Kiedis teve outra recaída no uso de drogas no final de 1993, atrasando sua gravação dos vocais para 1995, quando o álbum foi finalmente lançado. Como resultado, é considerado que Live Rare Remix Box foi lançado como uma prerrogativa para aliviar o atraso de One Hot Minute até seu lançamento, quatro anos após o álbum anterior.

## Faixas

### "Live"
Todas as faixas ao vivo.
1. "Give It Away" – 3:43
2. "Nobody Weird Like Me" – 5:03
3. "Suck My Kiss" – 3:45
4. "I Could Have Lied" – 4:33

### "Rare"
1. "Soul To Squeeze" – 4:50
2. "Flea's Cock" – 5:10
3. "Sikamikanico" – 3:25
4. "Search And Destroy" – 3:34

### "Remix"
1. "Give It Away" (mixagem por "12") – 6:02
2. "Give It Away" (mixagem por "Rasta") – 6:47
3. "If You Have To Ask" (mixagem por "The Disco Krisco") – 7:32
4. "If You Have To Ask" (mixagem por "Scott & Garth") – 7:12
5. "If You Have To Ask" (mixagem por "The Friday Night Fever Blister") – 6:34